# Koreańska Agencja Promocji Handlu i Inwestycji

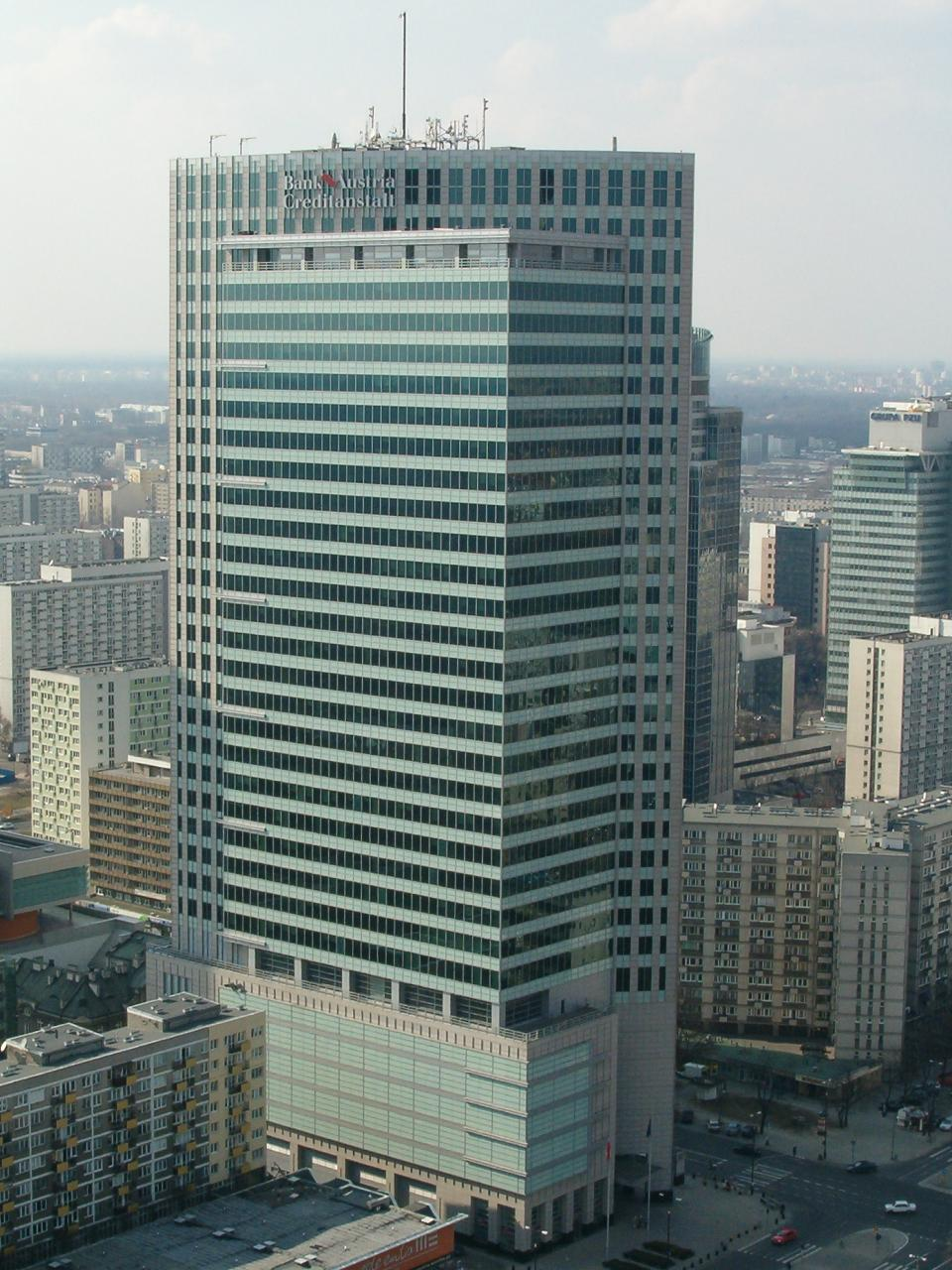
siedziba Biura Radcy Handlowego Ambasady Korei Południowej – przedstawicielstwa Koreańskiej Agencji Promocji Handlu i Inwestycji KOTRA w Warsaw Financial Center

Koreańska Agencja Promocji Handlu i Inwestycji (Korea Trade-Investment Promotion Agency - KOTRA, 대한무역투자진흥공사), państwowa organizacja promocji handlu Republiki Korei.
Powstała pod nazwą Koreańskiej Korporacji Promocji Handlu (Korea Trade Promotion Corporation). Od tego czasu z sukcesem wspomaga ukierunkowany na eksport szybki rozwój gospodarczy kraju stosując zróżnicowane metody promocji handlu:
- publikowanie opracowań o poszczególnych rynkach zagranicznych
- kojarzenie partnerów
- wysyłanie misji handlowych

W sierpniu 1995 rozszerzono zakres działalności agencji o promocję inwestycji zagranicznych.
KOTRA utrzymuje rozległą sieć (w 2011) 111 przedstawicielstw pod nazwą Korea Trade Center (centrów koreańskiego handlu) w 76 krajach, również 14 biur w kraju. Zagranicą pełnią zarazem rolę sekcji handlowych przedstawicielstw dyplomatycznych tego kraju.
W Polsce KOTRA jest obecna od 1989. Przedstawicielstwo agencji KOTRA mieściło się wcześniej przy ul. Białej 4 (1996), obecnie przy ul. Emilii Plater 53 (2001-).

## Schemat organizacyjny
- Biblioteka Handlowa
- Agencja Invest KOREA
- Akademia KOTRA